# Kasteel van Rooi
Het Kasteel van Rooi is een kasteel in Neerrepen in de Belgische gemeente Tongeren in de provincie Limburg. Het kasteel is gelegen aan de Rooierweg. Het kasteel ligt net buiten het gehucht Mulken op het grondgebied van Neerrepen.
Het Kasteel van Rooi is een kasteelhoeve en bestaat uit een U-vormig hoofdgebouw omgeven door een vijver en een vierkantshoeve.

## Gebouwen
Het hoofdgebouw bestaat uit twee delen. De noordwestelijke vleugel bestaat uit een witgekalkt gebouw opgetrokken in baksteen onder een zadeldak bedekt met leien. De oorsprong van dit gebouw gaat terug tot de 14e eeuw. De zuidwestelijke gevel dateert uit de 16e eeuw en versmalt trapsgewijs naar boven toe. De noordwestelijke gevel van dit gebouw is aangepast doorheen de 17e eeuw. De jaarankers dateren de laatste aanpassingen in 1698.
In diezelfde periode werd tegen deze vleugel een L-vormige vleugel gebouwd zodat het U-vormig hoofdgebouw zijn huidige vorm kreeg. Deze vleugel bestaat eveneens uit een witgekalkt gebouw opgetrokken in baksteen. Het zuidwestelijke gedeelte van deze vleugel wordt bedekt door een zadeldak en het zuidoostelijke gedeelte wordt bedekt door een wolfsdak. Jaarankers in de gevel dateren de laatste aanpassingen aan deze vleugel in 1714.
De vierkantshoeve gaat terug tot het midden van de 17e eeuw. Enkel de inrijpoort en een dwarsschuur dateren nog uit deze periode. Boven de inrijpoort staan de gebeeldhouwde wapens van de families Van Wezeren en Hamal. Het stallencomplex dateert uit de 20e eeuw en is nog steeds in gebruik.

## Geschiedenis en bewoners
De plaatsnaam Rooi werd voor het eerst vermeld in 1287. In de 14e eeuw was het kasteel in het bezit van Libert Butoir, erfvoogd van Horion.